# Hombre de Grauballe

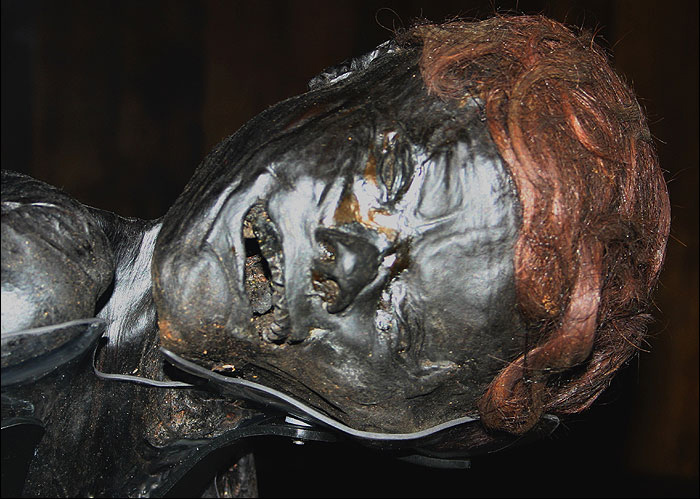
Cabeza del hombre de Grauballe.

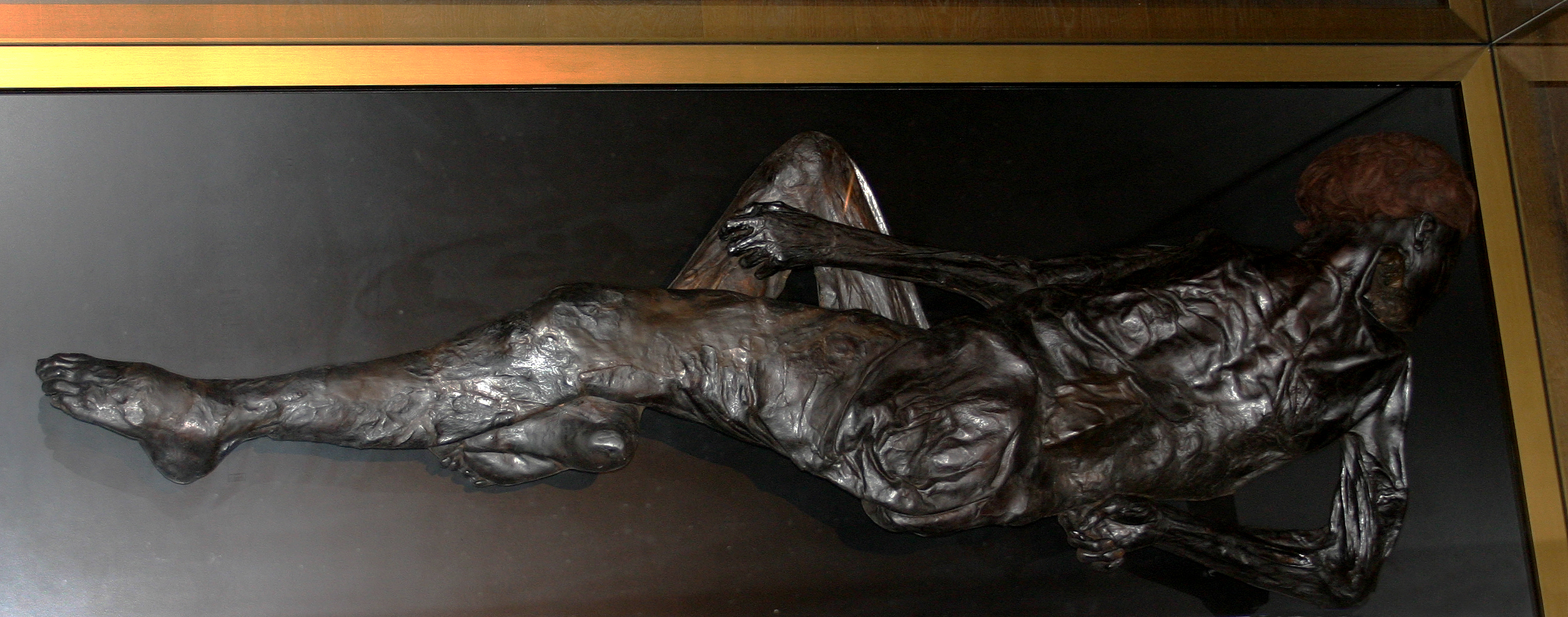
Cuerpo de la momia.

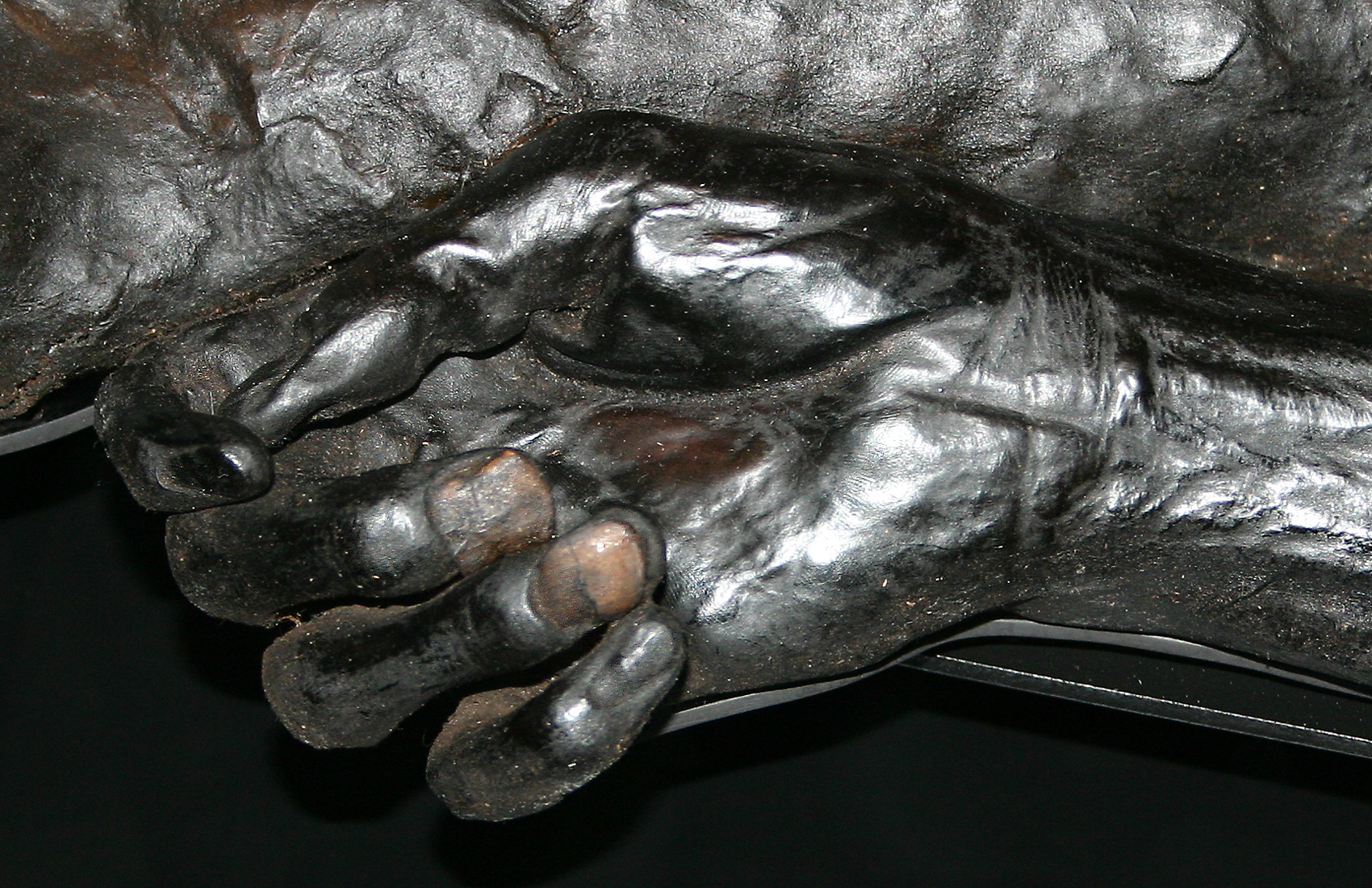
Mano de la momia.

El hombre de Grauballe es el cadáver momificado de un hombre que data aproximadamente del 290 a. C., en la denominada Edad del Hierro.

## Descubrimiento
El cuerpo fue descubierto el 26 de abril de 1952 por trabajadores de la pequeña localidad de Grauballe, en la península de Jutlandia, Dinamarca, que se encontraron con el cuerpo enterrado en una turbera pantanosa.

## Características
- Momificación natural
- Causa de la muerte: Fue degollado mediante un corte en la garganta, tenía una fractura en el cráneo y en una pierna y padecía artritis; su muerte podría considerarse una ofrenda a alguna deidad de los pantanos o un castigo por la comisión de algún delito por el sujeto.
- El hombre tenía 30 años.
- El cuerpo lucía barba y también conservaba el cabello de la cabeza; increíblemente, debido al excelente estado de conservación de las manos se le pudieron extraer las huellas dactilares.
- No se encontraron cerca del cuerpo ni ropa ni otros objetos.

## Conservación
El Hombre de Grauballe se encontró en un buen estado de conservación a causa de la protección natural que le otorgó el hecho de haber quedado enterrado dentro de una turbera.
El cuerpo se encuentra expuesto de forma permanente en el Museo Moesgård, en Aarhus, Dinamarca.